# Малыгино (Свердловская область)
Малыгино — деревня в Верхнесалдинском городском округе Свердловской области. Центр сельской администрации деревни Малыгино.

## География
Малыгино расположено на правом берегу реки Тагил, в устье реки Дунайки, в 33 километрах к северо-востоку от города Верхней Салды.
Малыгино находится в часовой зоне МСК+2. Смещение применяемого времени относительно UTC составляет +5:00.

## Население
| 2002 | 2010 | 2021 |
| ---- | ---- | ---- |
| 55   | ↘37  | ↘15  |